# Henning Ottmann
Horst Henning Ottmann (* 9. März 1944 in Wien) ist ein deutscher Philosoph. Er war von 1995 bis 2009 Professor für Politische Theorie und Philosophie am Geschwister-Scholl-Institut für Politikwissenschaft der Ludwig-Maximilians-Universität München.

## Leben
Henning Ottmann legte 1963 das Abitur am Humanistischen Gymnasium Kempten ab. Den Wehrdienst bei der Bundeswehr beendete er 1965 als Offizier der Reserve. Im Anschluss daran studierte Ottmann Philosophie und Politikwissenschaft an den Universitäten in München und Yale, mit einem Stipendium der Studienstiftung des Deutschen Volkes. Nach seinem Magisterabschluss mit der Arbeit Das Scheitern einer Einleitung in Hegels Philosophie. Eine Analyse der Phänomenologie des Geistes im Jahre 1970 wurde er 1972 Assistent bei Nikolaus Lobkowicz. 1974 wurde er durch Lobkowicz mit der Arbeit Individuum und Gesellschaft bei Hegel promoviert. Die Habilitation erfolgte im Jahr 1983 über Philosophie und Politik bei Nietzsche. Aufgrund dieser und späterer Veröffentlichungen gilt er unter anderem als ausgewiesener Experte für Hegel und Nietzsche.
Ottmann wurde 1986 Professor für Philosophie in Augsburg und 1987 für Politische Philosophie und Theorie in Basel. 1990 erhielt er einen Ruf auf den Lehrstuhl für Politikwissenschaft an der Universität Freiburg, den vorher Wilhelm Hennis innegehabt hatte. 1995 wurde er an das Geschwister-Scholl-Institut der Universität München berufen. Bis 2009 hatte er den Lehrstuhl für Politikwissenschaft unter besonderer Berücksichtigung von Philosophie und Politischer Theorie inne, in der Nachfolge seines Lehrers Nikolaus Lobkowicz. Er lehrt außerdem an der Münchner Hochschule für Politik.
Henning Ottmann war erster Präsident der Deutschen Gesellschaft zur Erforschung des Politischen Denkens (DGEPD) und Präsident der Internationalen Hegel-Gesellschaft. Er ist Mitglied der Bayerischen Akademie der Wissenschaften, Mitglied der Kroatischen Akademie der Wissenschaften sowie der Europäischen Akademie der Wissenschaften und Künste (Academia artium et scientiarum).

## Lehre und Forschung
Der Lehrstuhl ist der als normativ bekannten Tradition der Politikwissenschaft verpflichtet, die durch Hannah Arendt, Leo Strauss, Eric Voegelin, Dolf Sternberger begründet und durch Voegelin, den Gründer des Geschwister-Scholl-Instituts, in München etabliert wurde. Nikolaus Lobkowicz und in seiner Nachfolge Henning Ottmann setzten diese Tradition fort. Ottmann selbst verwendet allerdings nicht den Begriff „normativ“, den er als „unglücklich und geradezu irreführend“ bezeichnet. Er spricht stattdessen von „neoklassischer politischer Philosophie“.
Ottmanns Hauptwerk ist die vier Bände umfassende Geschichte des politischen Denkens, die von 2001 bis 2012 in insgesamt neun Teilbänden erschien. Der Begriff des Politischen Denkens ist bei Ottmann weit gefasst. Er begründet dies im Anschluss an Aristoteles im Vorwort des ersten Bandes mit den Worten:

„Nachdenken über Politik kann jeder. Eine Geschichte des politischen Denkens muss offen sein für das, was von Historikern und Dichtern, Theologen und Juristen, ja von wem auch immer, zum Verständnis der Politik seiner Zeit beigetragen wird.“

## Philosophische Positionen
Ottmanns Perspektive auf sein Forschungsgebiet findet sich in konzentrierter Form in dem Bändchen Platon, Aristoteles und die neoklassische politische Philosophie der Gegenwart.
Neben der Weitergabe und Kommentierung der westlichen Tradition hat Ottmann auch Ansätze zu einer eigenen ethischen Position entwickelt.
In dem von ihm herausgegebenen Sammelband „Negative Ethik“ werden verschiedene Spielarten einer Ethik des Unterlassens und der präventiven Zurückhaltung diskutiert. Ottmann greift darin auf einen älteren eigenen Aufsatz zurück. Er stellt fünf Imperative des „Lassens“ auf:
- „zu lassen, was schon besser getan worden ist, als man es selbst tun könnte“;
- „zu lassen, was andere besser tun als wir“;
- „zu lassen, was schon aus sich selber werden kann, was es sein soll“;
- „zu lassen, was zum Überwiegen schlechter über gute Folgen führt“;
- „zu lassen, was man sowieso nicht ändern kann“.

In der Debatte um einen ethisch angemessenen Umgang mit neuesten medizinischen Möglichkeiten hat sich Ottmann im Rahmen des Bandes Leben, Tod, Menschenwürde: Positionen zur gegenwärtigen Bioethik zu Wort gemeldet. In seinem Beitrag Wann ist der Mensch ein Mensch? empfiehlt er ein hohes Maß argumentativer Sorgfalt bei der Beantwortung dieser Frage, die besser nicht aufgeworfen wäre (vgl. S. 19). Da sie sich aber unvermeidlich stelle, müsse sie beantwortet werden. Ottmanns Argumentation zielt darauf ab, den Zeitpunkt für den Beginn menschlicher Existenz in der Verschmelzung von Ei- und Samenzelle zu sehen, weil von da an „der Mensch potentiell das [sei], was er von Natur aus sein wird. Von da an erfolgt eine kontinuierliche Entwicklung von ein und demselben Ausgangspunkte aus.“ (S. 27) Man darf hinter dieser Position wohl eine religiöse Überzeugung vermuten. Weil Ottmann anerkennt, dass eine solche „in säkularisierten Gesellschaften nicht mehr allgemein konsensfähig“ (S. 22) ist, formuliert er seine Gedanken bewusst vorsichtig. Man darf aber auch diese Position, die auch vom Bundesverfassungsgericht geteilt wird, in rein säkularer Perspektive betrachten als Mahnung zur Beachtung des Grundprinzips der Unantastbarkeit des Menschen in seiner ganzen Lebensentwicklung als Voraussetzung für die Einhaltung aller Menschenrechte.

## Publikationen
- Das Scheitern einer Einleitung in Hegels Philosophie. Eine Analyse der Phänomenologie des Geistes. Pustet, München/Salzburg 1972, ISBN 3-7916-0109-1
- Individuum und Gemeinschaft bei Hegel. Hegel im Spiegel der Interpretationen. de Gruyter, Berlin/New York 1977, ISBN 3-11-007134-7
- Philosophie und Politik bei Nietzsche. de Gruyter, Berlin/New York 1987, ISBN 3-11-010061-4; 2. verb. und erw. Aufl. ebd. 1999, ISBN 3-11-014770-X
- mit Rupert Hofmann & Jörg Jantzen (Hrsg.): Anodos. Festschrift für Helmut Kuhn. VCH/Acta Humaniora, Weinheim 1989, ISBN 3-527-17665-9
- mit Karl Graf Ballestrem (Hrsg.): Politische Philosophie des 20. Jahrhunderts. Oldenbourg, München 1990, ISBN 3-486-55142-6
- Gedanken zur geistigen Situation der Zeit. Wirtschaftsverlag Bachem, Köln 1992, ISBN 3-89172-246-X
- mit Karl Graf Ballestrem (Hrsg.): Theorie und Praxis. Festschrift für Nikolaus Lobkowicz zum 65. Geburtstag. Duncker und Humblot, Berlin 1996, ISBN 3-428-08706-2
- (Hrsg.): Nietzsche-Handbuch. Leben – Werk – Wirkung. Metzler, Stuttgart/Weimar 2000, ISBN 3-476-01330-8; ebd. 2011, ISBN 978-3-476-02403-9
- Geschichte des politischen Denkens. Von den Anfängen bei den Griechen bis auf unsere Zeit. Metzler, Stuttgart/Weimar
  - Band I/1: Die Griechen. Von Homer bis Sokrates. 2001, ISBN 3-476-01630-7
  - Band I/2: Die Griechen. Von Platon bis zum Hellenismus. 2001, ISBN 3-476-01898-9
  - Band II/1: Die Römer. 2002, ISBN 3-476-01631-5
  - Band II/2: Das Mittelalter. 2004, ISBN 3-476-01921-7
  - Band III/1: Die Neuzeit. Von Machiavelli bis zu den großen Revolutionen. 2006, ISBN 978-3-476-01632-4
  - Band III/2: Die Neuzeit. Das Zeitalter der Revolutionen. 2008, ISBN 978-3-476-02050-5
  - Band III/3: Die Neuzeit. Die politischen Strömungen im 19. Jahrhundert. 2008, ISBN 978-3-476-02286-8
  - Band IV/1: Das 20. Jahrhundert. Der Totalitarismus und seine Überwindung. 2010, ISBN 978-3-476-01633-1
  - Band IV/2: Das 20. Jahrhundert. Von der Kritischen Theorie bis zur Globalisierung. 2012, ISBN 978-3-476-02334-6
- Wann ist der Mensch ein Mensch? In: Renate Breuninger (Hrsg.): Leben, Tod, Menschenwürde. Positionen zur gegenwärtigen Bioethik. Humboldt-Studienzentrum, Ulm 2002, ISBN 3-928579-18-5
- Platon, Aristoteles und die neoklassische politische Philosophie der Gegenwart. Nomos, Baden-Baden 2005, ISBN 3-8329-1358-0
- (Hrsg.): Negative Ethik. Parerga, Berlin 2005, ISBN 3-937262-26-1
- (Hrsg.): Kants Lehre von Staat und Frieden. Nomos, Baden-Baden 2009, ISBN 978-3-8329-4181-9
- Vertragstheorien in der politischen Philosophie der Neuzeit. Beck, München 2011, ISBN 978-3-7696-1660-6

Periodika
- Philosophisches Jahrbuch (Mitherausgeber seit 1996)
- Zeitschrift für Politik (1983–2004) (Mitherausgeber)
- Jahrbuch Politisches Denken (Mitherausgeber)
- Hegel-Jahrbuch (Mitherausgeber)
- Reihe Politisches Denken (Mitherausgeber)
- Basler Studien zur Philosophie (Mitherausgeber).